# Томас де Бошан, 12-й граф Уорик
Томас де Бошан (англ. Thomas de Beauchamp; до 16 марта 1338 — 8 апреля 1401) — 12-й граф Уорик с 1369 года, английский аристократ и военачальник, рыцарь ордена Подвязки с 1373 года, 2-й сын Томаса де Бошана, 11-го графа Уорика, и Кэтрин Мортимер.
Как и отец, Томас принимал участие в Столетней войне, но особого успеха там не добился. Позже он оказался в оппозиции королю Ричарду II, став одним из лордов-апеллянтов, фактически захвативших власть в Англии в 1388—1397 годах, существенно ограничив власть короля. Но в 1397 году король смог избавиться от опеки, расправившись с апеллянтами. Граф Уорик был схвачен и приговорён к смерти, хотя король согласился заменить казнь на пожизненную ссылку на остров Мэн. После свержения Ричарда II Генрихом IV Болинброком в 1399 году был восстановлен в правах, но вскоре умер.

## Биография

### Молодые годы
Томас родился между 1337 и 16 марта 1339 года. Его отец, Томас де Бошан, 11-й граф Уорик, был одним из соратников короля Эдуарда III во время первой фазы Столетней войны и одним из учредителей Ордена Подвязки. В июле 1355 года незадолго до королевской кампании в Северной Франции его вместе со старшим братом, Ги, посвятили в рыцари, после чего они приняли участие в экспедиции.
В 1359 году Ги и Томас участвовали в Реймсской экспедиции 1359 года, но в 1360 году был заключён мир в Бретиньи, который на долгое время положил конец крупномасштабным военным действиям во Франции.
В 1360 году умер старший брат Томаса, Ги, оставивший только дочерей, в результате чего Томас стал наследником отца.
В 1362 году Томас отправился в Бретань, где на стороне герцога Жана V де Монфора принимал участие в войне за бретонское наследство против поддерживаемого французами Карла де Блуа. А в 1367 году Томас вместе с младшим братом Уильямом приняли участие в Крестовом походе в Пруссию, организованным Тевтонским орденом.
В 1360-е году Томас входил в состав королевского двора. В 1366 году он упоминается как рыцарь-вассал, в том же году он был сделан рыцарем Палаты и оставался им как минимум до 1369 года.

### Граф Уорик
После смерти отца в 1369 году Томас унаследовал его владения и титул графа Уорика.
В 1369 году возобновилась Столетняя война. В этом же году Томас с небольшой свитой отправился в Кале вместе с одним из сыновей короля — Джоном Гонтом, герцогом Ланкастером. В 1372 году Томас с отрядом, в составе которого было 100 тяжеловооружённых всадников, 140 лучников, 2 рыцаря-баннерета, 30 рыцарей и 77 оруженосцев, присоединился к экспедиции короля Эдуарда III во Францию, целью которой было осадить Ла-Рошель. Однако из-за сильного встречного ветра англичане так и не смогли высадиться на берег и были вынуждены отказаться от своей цели и вернуться в Англию.
В 1373 году Томас был посвящён в рыцари Ордена подвязки. В этом же году он присоединился к армии Джона Гонта и герцога Жана V Бретонского, которая отправилась во Францию. После того, как в 1374 году было заключено перемирие между Англией и Францией, Томас вместе с Джоном Гонтом вернулся в Англию.
В 1375 году Томас был одним из королевских уполномоченных для переговоров с графом Уильямом Дугласом, представлявшим короля Шотландии, о землях в составе Шотландии, которые принадлежали англичанам. В том же году Томас в составе армии Эдмунда Лэнгли, 1-го графа Кембриджа, воевал в Бретани. Вместе с ним в войне участвовали Хью Стаффорд, 2-й граф Стаффорд, и Эдмунд Мортимер, 3-й граф Марч, которые в будущем будут тесно с ним связаны. Но в это время он уже не был так близок к королевскому двору. Кроме того, ни одна из экспедиций не принесла Уорику и его соратникам славы. Возможно, что участие в неудачной Бретонской кампании склонило Уорика к поддержке оппозиции королевскому двору.
В 1376 году Томас стал губернатором Нормандских островов. В том же году он участвовал в заседании так называемого «Доброго парламента».
В 1377 году умер король Эдуард III, наследником которого стал малолетний внук Ричард II. Томас при этом стал одним из пэров, участвовавших в управлении королевством. В 1378 году Томас в составе комиссии из 5 пэров рассматривал в парламенте показания против бывшей фаворитки Эдуарда III Элис Перрерс. В 1379 и 1381 годах Томас был членом комиссии по ревизии расходов королевского двора и государственных расходов, а с февраля 1381 года стал одним из воспитателей Ричарда II. В 1385 году он сопровождал короля в шотландском походе.
В 1381 году погиб родственник Уорика — Эдмунд Мортимер, 3-й граф Марч, оставив малолетнего сына Роджера. Первоначально поместья наследника, исключая те, которые оказались в руках исполнителей завещания покойного графа Марча, оказались разделены между несколькими незначительными сеньорами. Однако это вызвало недовольство крупной знати. Они заявили, что их интересы, как и интересы самого Роджера, не были учтены. В итоге король согласился удовлетворить их претензии, и 16 декабря 1383 года владения графа Марча в Англии и Уэльсе оказались под управлением графов Арундела, Нортумберленда, Уорика и барона Невилла. Большие владения Мортимеров, которые были сосредоточены в Уэльсе и Валлийской марке, в будущем дали управлявшим ими графам Арунделу и Уорику достаточно могущества для борьбы против короля Ричарда II.

### Мятеж лордов-апеллянтов
В 1387 году Ричард Фицалан, 11-й граф Арундел, вместе с дядей короля Томасом Вудстоком, герцогом Глостером, недовольные сумасбродством Ричарда II, восстали против короля и укрылись в Уолтем-Кроссе (Хартфордшир), куда к ним стали стекаться сторонники. К восставшим присоединился и граф Уорик. Когда 14 ноября к ним прибыли 8 членов «Большого постоянного совета», лорды предъявили апелляцию (лат. accusatio) на действия фаворитов короля — канцлера Майкла де ла Поля, графа Саффолка, Роберта де Вера, 9-го графа Оксфорда, Александра Невилла, архиепископа Йоркского, верховного судьи Роберта Тресилиана и бывшего мэра Лондона сэра Николаса Брембра. В ответ посланники пригласили лордов в Вестминстер на встречу к королю. Из-за этой апелляции они получили в истории прозвание лорды-апеллянты.
17 ноября лорды-апеллянты встретились с королём в Вестминстер-Холле. Однако они не распускали свою армию и действовали с позиции силы, потребовав от короля ареста фаворитов и суда над ними на следующем заседании парламента. Король согласился, назначив слушание на 3 февраля 1388 года. Однако он не спешил удовлетворять требования апеллянтов, не желая устраивать суд над своими приближёнными, которые сбежали.
Вскоре лорды-апеллянты узнали о том, что король их обманул. Судебные приказы парламенту, которые были выпущены от его имени, призывали всех забыть о раздорах. В итоге апеллянты вновь начали активные действия. Именно в этот период к апеллянтам присоединились ещё двое лордов. Одним из них был Генри Болингброк, граф Дерби, сын и наследник Джона Гонта, дяди короля. Второй лорд — Томас де Моубрей, 1-й граф Нортгемптон и граф Маршал, бывший фаворит Ричарда II, а теперь зять графа Арундела.

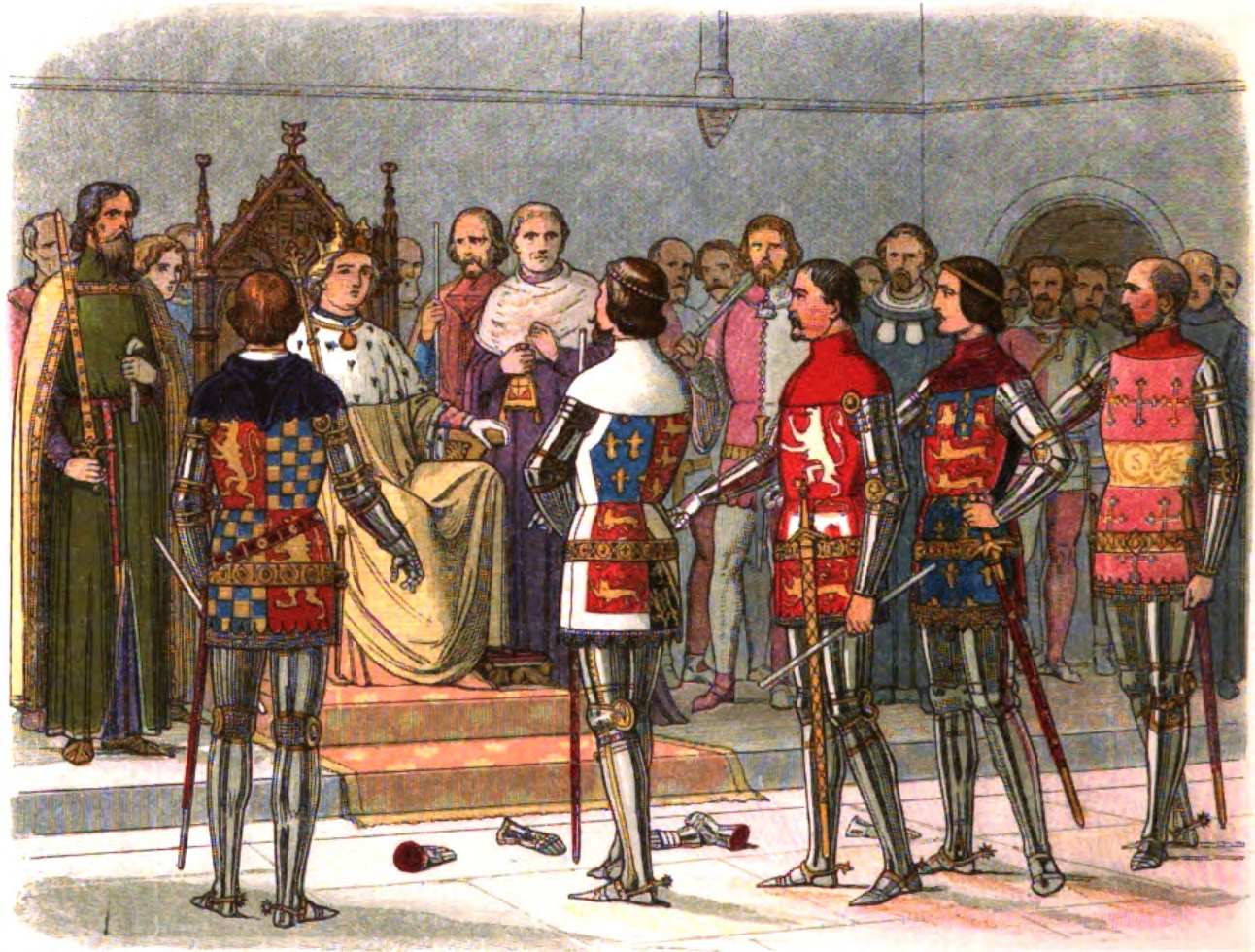
Граф Арундел, герцог Глостер, граф Ноттингем,
граф Уорик и граф Дерби перед королём Ричардом II.
Иллюстрация из «Хроник Англии» (1864 год)

19 декабря армия апеллянтов подстерегла возвращавшегося из Нортгемптона графа Оксфорда около Рэдкот Бриджа. Сопровождавшие Оксфорда люди были захвачены, а сам он смог бежать и затем перебраться во Францию, где и прожил оставшиеся годы своей жизни.
После этой битвы примирения апеллянтов с королём уже быть не могло. После Рождества в конце декабря армия мятежников подошла к Лондону. Испуганный король укрылся в Тауэре и начал через посредничество архиепископа Кентерберийского вести переговоры с апеллянтами. Однако те на уступки идти не хотели и заявили о возможном низложении короля. Желая любым способом сохранить корону, Ричард сдался. Он издал новые судебные приказы для парламента, а также предписал шерифам задержать пятерых беглецов, доставив их для суда.
3 февраля 1388 года в Уайтхолле Вестминстерского дворца собрался парламент, который вошёл в историю под названием «Безжалостный». В результате его работы четверо фаворитов короля были приговорены к казни. Двое, Оксфорд и Саффолк успели бежать, но Брембр и Тресилиан были под нажимом апеллянтов казнены. Архиепископу Йоркскому как духовному лицу сохранили жизнь, но все его владения и имущество были конфискованы. Также было казнено несколько менее знатных соратников короля. Королева Анна умоляла сохранить жизнь Саймону Берли, однако безрезультатно. Всего было казнено 8 человек. Кроме того, ряд приближённых короля был изгнан из Англии.
После того, как парламент был распущен, король в течение года старался вести себя тихо. Всё управление Англией находилось в руках лордов-апеллянтов.

### Расправа с лордами-апеллянтами
До 1392 года в Англии было всё спокойно, но лорды-апеллянты постепенно утратили былое единство. Граф Уорик удалился в свои имения. Томас Моубрей и Генри Болингброк после примирения с королём стали его сторонниками. Только герцог Глостер и граф Арундел продолжали придерживаться прежней политики, хотя и у них были разногласия между собой. И со временем от Арундела, который вёл себя всё более несговорчиво и вздорно, начали отворачиваться его бывшие соратники. Король же постепенно обретал уверенность.
О графе Уорике в период с 1388 до 1397 года известно очень мало. Он занимал достаточно высокое положение, однако, в отличие от Арундела и Глостера, его деятельность в хроники практически не попадала. В 1396 году у него произошёл конфликт с бывшим союзником Томасом Моубреем, графом Ноттингемом, из-за владения Гауэр.
В это же время отношения Ричарда II с Арунделом и Глостером испортились. Вскоре пошли слухи, что Глостер, Арундел и Уорик замышляют что-то против короля. Неизвестно, насколько слухи были правдивы, но Ричард решил перестраховаться и расправиться с лордами-апеллянтами. 10 июля 1397 года король пригласил Глостера, Арундела и Уорика на королевский банкет. Позже историк Томас Уолсингем сравнил этот банкет с пиром царя Ирода, на котором Саломея в награду за танец потребовала голову Иоанна Крестителя. Глостер и Арундел приглашение отклонили, а Уорик пришёл. После окончания пира по приказу короля Уорика схватили. По другой версии, которая приведена в парламентских отчётах, Уорика арестовали в доме Эдмунда де Стаффорда, епископа Эксетера.
Через пару недель Ричард приказал схватить и Арундела, причём он опять прибегнул к обману, пообещав архиепископу Кентерберийскому, брату Арундела, что с тем ничего не случится. Арундел был отправлен в заключение в замок Карисбрук на острове Уайт. Затем настала очередь герцога Глостера. Для его ареста Ричард собрал внушительную свиту, в которую вошли в том числе его единоутробный брат Джон Холланд, граф Хантингдон, и племянник Томас Холланд, граф Кент, после чего ночью прибыл в замок Плеши в Эссексе, где находился герцог. Король объявил, что он прибыл к Глостеру, поскольку тот не смог сам прибыть на банкет. Герцог запросил пощады, но Ричард был твёрд, напомнив, как тот 9 лет назад отказался выполнить мольбу королевы о пощаде Саймону Берли. Глостера отправили в заключение в Кале.
Первоначально Уорика заключили в Тауэр — в башне, получившей позже известность как башня Бошана. Позже его перевели в замок Тинтаджел в Корнуолле, где он пробыл до 9 августа.
17 сентября 1397 года в Вестминстере собрался парламент, который стал своеобразным зеркальным отображением «Безжалостного парламента», но теперь обвиняемыми были бывшие обвинители — Глостер, Арундел и Уорик. Порядок судебного разбирательства был тем же, что и 9 лет назад. В качестве апеллянтов выступили 8 лордов.
Первым был вызван граф Арундел. Несмотря на то, что он отверг все обвинения и заявил, что получил от короля два прощения, ему был вынесен смертный приговор — казнь через повешение, который король заменил на менее позорную казнь — отсечение головы. Приговор был приведён в исполнение сразу же на Тауэрском холме.
Следующим должен был предстать герцог Глостер, но парламенту сообщили, что тот умер в Кале. Никто не сомневался, что герцог был убит по приказу короля. Но Глостера всё равно обвинили в измене и конфисковали владения в пользу короны. Третий обвиняемый, граф Уорик, признал свою вину и умолял короля о прощении, плача «как ничтожная старая баба», по сообщению Адама из Уэска. Его также приговорили к повешению, но король милостиво согласился заменить казнь на пожизненную ссылку на остров Мэн. Его титул и владения были конфискованы и розданы фаворитам короля.

### Восстановление в правах и смерть
В изгнании Томас пробыл недолго. 12 июля 1398 года его перевели в Тауэр. В августе 1399 года Ричард II был свергнут Генри Болингброком, а Томас получил свободу. В октябре на заседании парламента в Вестминстере было принято отречение Ричарда II, а Генри Болингброк был провозглашён королём и 13 октября коронован под именем Генриха IV. На это же заседание парламента явился и Томас, где попытался отрицать своё признание в измене, сделанное в 1397 году, но Генрих заставил его замолчать. Только 19 ноября приговор 1397 года был отменён, и Томас получил назад свои владения и титул графа Уорика.
В январе 1400 года открылся заговор некоторых бывших соратников Ричарда, которые замыслили убить Генриха IV и его сыновей. Граф Уорик 6 января вместе с Генрихом IV отправился из Лондона в поход против мятежников. После того как мятежники были схвачены и казнены, имя графа Уорика исчезло из источников.
Томас умер 8 апреля 1401 года. Его тело похоронили в южном нефе Коллегиальной церкви Святой Марии в Уорике. Наследовал ему единственный сын Ричард.

## Брак и дети
Жена: до апреля 1381 Маргарет Феррерс (ум. 27 января 1407), дочь Уильяма Феррерса, 3-го барона Феррерса из Гроуби, и Маргарет Уффорд. Дети:
- Ричард де Бошан (25 января 1382 — 30 апреля 1439), 13-й граф Уорик с 1401
- Кэтрин де Бошан
- Маргарет де Бошан; муж: Джон, лорд Дадли